# Kropidlak żółty

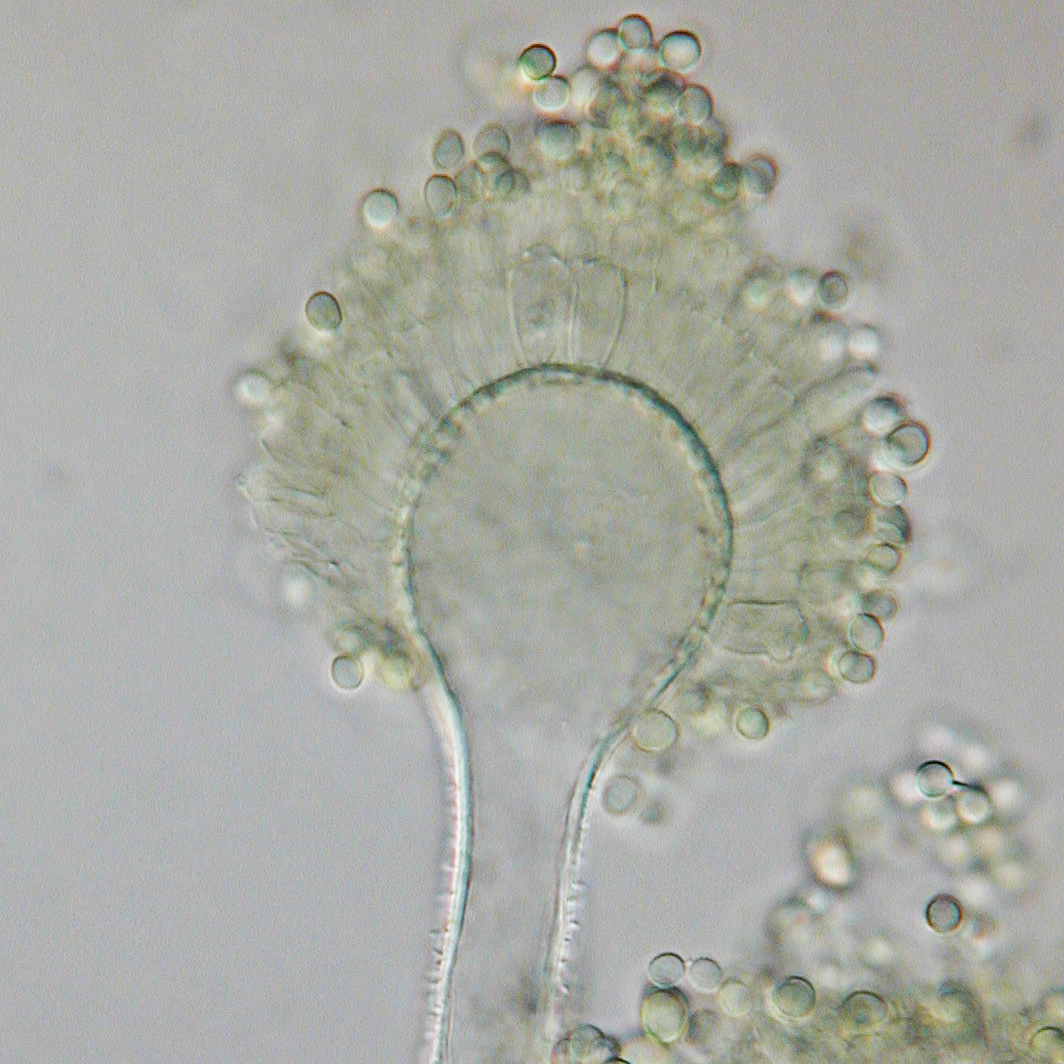
Konidiofor z zarodnikami

Kropidlak żółty (Aspergillus flavus Link) – gatunek grzybów z rodziny Aspergillaceae. Gatunek kosmopolityczny, występujący na całym świecie, głównie w rejonach tropikalnych. Jest organizmem modelowym w badaniach naukowych.

## Systematyka i nazewnictwo
Po raz pierwszy opisał go w 1809 r. przez Johann Heinrich Friedrich Link i według Index Fungorum nazwa podana przez tego autora jest prawidłowa. Później przez różnych autorów opisywany był pod różnymi nazwami i zaliczany do różnych rodzajów, wyróżniono też w jego obrębie różne odmiany. Według Index Fungorum obecnie wszystkie one są synonimami Aspergillus flavus. Jest ich ponad 50. Niektóre z nich:

- Aspergillus effusus Tirab. 1908
- Aspergillus fasciculatus Bat. & H. Maia 1957
- Aspergillus flavus var. asper Y. Sasaki 1950
- Aspergillus flavus var. oryzae (Ahlb.) Kurtzman 1986
- Aspergillus humus E.V. Abbott 1926
- Aspergillus luteus (Tiegh.) C.W. Dodge 1935
- Aspergillus microviridicitrinus Costantin & Lucet 1905
- Aspergillus oryzae (Ahlb.) Cohn 1884
- Aspergillus variabilis Gasperini
- Aspergillus wehmeri Costantin & Lucet
- Eurotium oryzae Ahlb. 1878
- Monilia flava (Link) Pers.1822
- Petromyces flavus B.W. Horn 2009
- Sterigmatocystis lutea Tiegh. 1877
- Sterigmatocystis pseudoflava (Saito) Sacc. 1913
- Sterigmatocystis variabilis (Gasperini) Sacc. 1892

## Morfologia
Na podłożu Czapka-Doxa wzrastają kolonie filcowate koloru żółtego, które szybko ciemnieją do koloru żółtozielonego, a następnie do zielonego; spód kolonii jest bezbarwny. Pęcherzyki konidioforów mają promienisty układ zarodników. Metule mają 6–10 × 5 μm długości, fialidy 6–10 × 3–5 μm. Struktury zarodnikotwórcze mają układ dwurzędowy i pokrywają cały pęcherzyk. Zarodniki są zielonawe, okrągłe i szorstkie.

## Znaczenie
- W 1960 r. w Anglii Aspergillus flavus spowodował mykotoksykozę indyków, w czasie której zginęło ich około 100 tysięcy. Stało się to wskutek zatrucia znajdującymi się w paszy aflatoksynami wytwarzanymi przez tego grzyba. Od tego czasu notuje się gwałtowny rozwój badań nad mykotoksynami[6].
- Jest wykorzystywany (pod nazwą kōji) do fermentacji nasion soi podczas produkcji miso i sosu sojowego, stosowanych w kuchni azjatyckiej. Jest także używany w produkcji różnych rodzajów napojów alkoholowych, np. do fermentacji ryżu podczas wytwarzania sake. Wykorzystywana jest udomowiona odmiana kropidlaka nie wytwarzająca aflatoksyn[7].
- Jest główną przyczyną aspergilozy oskrzeli i płuc u osób z zaburzeniami odporności, może wywoływać zapalenie przewodu słuchowego. Kropidlak żółty wytwarza w dużych ilościach[8] aflatoksyny B1 o działaniu hepatotoksycznym i karcynogennym[2].
- W 2005 ogłoszono pełną sekwencję genomu szczepu RIB40 (ATCC 42149), który jest używany w biotechnologii[9]. Ma on wielkość 37 milionów par zasad, jest podzielony na 8 chromosomów i zawiera ok. 12 000 genów – o połowę więcej niż pozostałe znane genomy przedstawicieli rodzaju Aspergillus[10].
- Kropidlak żółty został znaleziony w grobowcu Kazimierza Jagiellończyka i był prawdopodobnie sprawcą tajemniczych śmierci naukowców badających szczątki króla[11].